# Gamaches-en-Vexin
Pour les articles homonymes, voir Gamaches (homonymie).
Gamaches-en-Vexin est une commune française située dans le département de l'Eure en région Normandie.

## Géographie

### Localisation
| Sainte-Marie-de-Vatimesnil | Sainte-Marie-de-Vatimesnil, Chauvincourt-Provemont | Chauvincourt-Provemont |
| Sainte-Marie-de-Vatimesnil | Gamaches-en-Vexin                                  |                        |
| Villers-en-Vexin           | Villers-en-Vexin                                   | Vesly                  |

### Hydrographie
La commune est située dans le bassin Seine-Normandie. Elle est drainée par la Bonde, le cours d'eau 01 de la commune de Gamaches-en-Vexin, le fossé 02 de la commune de Gamaches-en-Vexin et le fossé 03 de la commune de Gamaches-en-Vexin,,.
La Bonde, d'une longueur de 18 km, prend sa source dans la commune de Nojeon-en-Vexin et se jette  dans la Levrière à Bézu-Saint-Éloi, après avoir traversé sept communes.

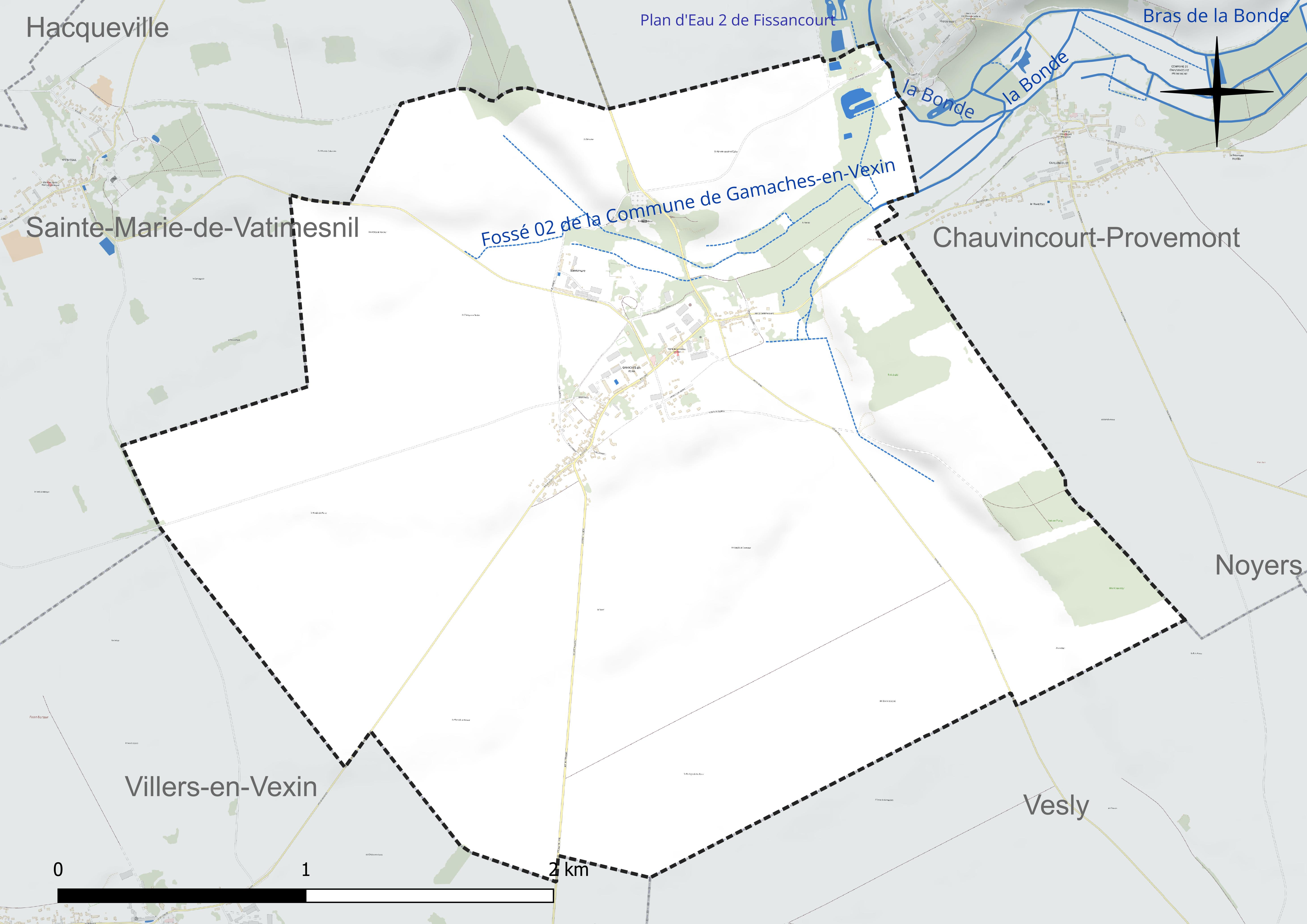
Réseau hydrographique de Gamaches-en-Vexin.

### Climat
Pour des articles plus généraux, voir Climat de la Normandie et Climat de l'Eure.
En 2010, le climat de la commune est de type climat océanique dégradé des plaines du Centre et du Nord, selon une étude du CNRS s'appuyant sur une série de données couvrant la période 1971-2000. En 2020, Météo-France publie une typologie des climats de la France métropolitaine dans laquelle la commune est exposée à un climat océanique et est dans la région climatique  Sud-ouest du bassin Parisien, caractérisée par une faible pluviométrie, notamment au printemps (120 à 150 mm) et un hiver froid (3,5 °C). Parallèlement le GIEC normand, un groupe régional d’experts sur le climat, différencie quant à lui, dans une étude de 2020, trois grands types de climats pour la région Normandie, nuancés à une échelle plus fine par les facteurs géographiques locaux. La commune est, selon ce zonage, exposée à un « climat des plateaux abrités », correspondant aux plaines agricoles de l’Eure, avec une pluviométrie beaucoup plus faible que dans la plaine de Caen en raison du double effet d’abri provoqué par les collines du Bocage normand et par celles qui s’étendent sur un axe du Pays d'Auge au Perche.
Pour la période 1971-2000, la température annuelle moyenne est de 11,2 °C, avec  une amplitude thermique annuelle de 14,8 °C. Le cumul annuel moyen de précipitations est de 748 mm, avec 12 jours de précipitations en janvier et 8,3 jours en juillet. Pour la période 1991-2020, la température moyenne annuelle observée sur la station météorologique la plus proche, située sur la commune d'Étrépagny à 4 km à vol d'oiseau, est de 11,3 °C et le cumul annuel moyen de précipitations est de 774,0 mm,. Pour l'avenir, les paramètres climatiques de la commune estimés pour 2050 selon différents scénarios d’émission de gaz à effet de serre sont consultables sur un site dédié publié par Météo-France en novembre 2022.

## Urbanisme

### Typologie
Au 1er janvier 2024, Gamaches-en-Vexin est catégorisée commune rurale à habitat dispersé, selon la nouvelle grille communale de densité à 7 niveaux définie par l'Insee en 2022.
Elle est située hors unité urbaine. Par ailleurs la commune fait partie de l'aire d'attraction de Paris, dont elle est une commune de la couronne,. 

### Occupation des sols
L'occupation des sols de la commune, telle qu'elle ressort de la base de données européenne d’occupation biophysique des sols Corine Land Cover (CLC), est marquée par l'importance des territoires agricoles (93,3 % en 2018), en augmentation par rapport à 1990 (91 %). La répartition détaillée en 2018 est la suivante : 
terres arables (82,1 %), zones agricoles hétérogènes (7,2 %), prairies (4 %), zones urbanisées (3,6 %), forêts (3,1 %). L'évolution de l’occupation des sols de la commune et de ses infrastructures peut être observée sur les différentes représentations cartographiques du territoire : la carte de Cassini (XVIIIe siècle), la carte d'état-major (1820-1866) et les cartes ou photos aériennes de l'IGN pour la période actuelle (1950 à aujourd'hui).

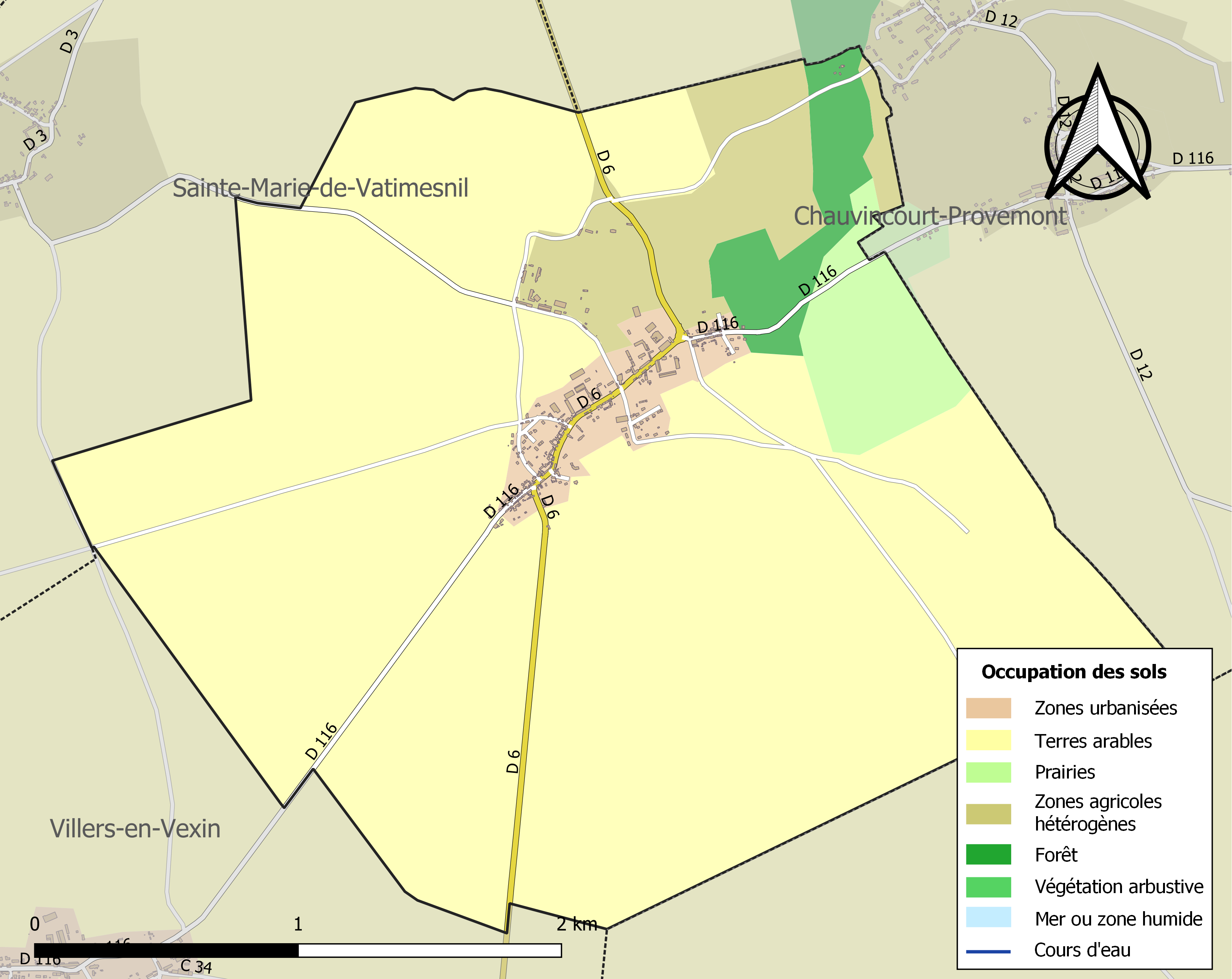
Carte des infrastructures et de l'occupation des sols de la commune en 2018 (CLC).

## Toponymie
Le nom de la localité est attesté sous la forme Gamapium en 707
.
Le premier élément Gam- a été rapproché du latin gemelli « jumeaux » et du grec gamein « marier ». Le sens global serait donc: « confluent ».
François de Beaurepaire fait cependant remarquer que Gamaches-en-Vexin n'est pas situé au confluent de deux rivières, ce qui rend douteux le rapprochement de Gam- avec gamein et gemelli. Mais l'appellation a pu évoquer des petits rus qui ont, peut-être, aujourd'hui disparu dans le sous-sol perméable.
Le second élément -ache serait issu d'un thème *ap- désignant une « eau », lui-même d'une langue proto-celtique, mais également indo-européenne. Il semble équivalent au thème celtique ab- (vieil irlandais ab « rivière », gaulois *abu-). La forme d'origine devait être en -appia, la terminaison -ache résultant d'une évolution de -appia qui ne doit pas surprendre, car elle est semblable à celle du vieux bas francique *happja (francique happia) > hache. Elle est observée en Picardie et dans la partie nord est de la Normandie.
Homonymie avec Gamaches dans la Somme, Guémappe (Nord-Pas-de-calais), Jemappes ou Jemeppe  ou Gempe (Belgique), tous situés au nord.
Le déterminant complémentaire en-Vexin fait référence au Vexin normand, une région naturelle de France, délimitée par les vallées de l'Epte, de l'Andelle et de la Seine.

## Histoire
Voir le rôle du château de Gamaches infra.

## Politique et administration
| Période                                  | Période  | Identité                          | Étiquette         | Qualité                                                            |
| ---------------------------------------- | -------- | --------------------------------- | ----------------- | ------------------------------------------------------------------ |
| 1892                                     | 1919     | Jacques Paul Le Couteulx du Molay |                   | Baron et officier de cavalerie                                     |
| Les données manquantes sont à compléter. |          |                                   |                   |                                                                    |
|                                          |          | Michel Quillet                    | DVG puis UDF-Rad. | conseiller général                                                 |
| Les données manquantes sont à compléter. |          |                                   |                   |                                                                    |
| 1983                                     | 1995     | Antoine Forzy                     | DVD               |                                                                    |
| 1995                                     | En cours | Perrine Forzy                     | UDI               | conseillère départementale Présidente de la Communauté de Communes |

## Démographie
L'évolution du nombre d'habitants est connue à travers les recensements de la population effectués dans la commune depuis 1793. Pour les communes de moins de 10 000 habitants, une enquête de recensement portant sur toute la population est réalisée tous les cinq ans, les populations de référence des années intermédiaires étant quant à elles estimées par interpolation ou extrapolation. Pour la commune, le premier recensement exhaustif entrant dans le cadre du nouveau dispositif a été réalisé en 2007.

En 2022, la commune comptait 290 habitants, en évolution de −3,01 % par rapport à 2016 (Eure : −0,25 %, France hors Mayotte : +2,11 %).
| 1793 | 1800 | 1806 | 1821 | 1831 | 1836 | 1841 | 1846 | 1851 |
| ---- | ---- | ---- | ---- | ---- | ---- | ---- | ---- | ---- |
| 335  | 328  | 303  | 333  | 345  | 335  | 338  | 355  | 376  |

| 1856 | 1861 | 1866 | 1872 | 1876 | 1881 | 1886 | 1891 | 1896 |
| ---- | ---- | ---- | ---- | ---- | ---- | ---- | ---- | ---- |
| 347  | 345  | 380  | 382  | 415  | 408  | 396  | 414  | 432  |

| 1901 | 1906 | 1911 | 1921 | 1926 | 1931 | 1936 | 1946 | 1954 |
| ---- | ---- | ---- | ---- | ---- | ---- | ---- | ---- | ---- |
| 425  | 429  | 404  | 376  | 393  | 397  | 398  | 426  | 380  |

| 1962 | 1968 | 1975 | 1982 | 1990 | 1999 | 2006 | 2007 | 2012 |
| ---- | ---- | ---- | ---- | ---- | ---- | ---- | ---- | ---- |
| 315  | 306  | 271  | 296  | 313  | 329  | 319  | 318  | 319  |

| 2017 | 2022 | - | - | - | - | - | - | - |
| ---- | ---- | - | - | - | - | - | - | - |
| 291  | 290  | - | - | - | - | - | - | - |

## Culture locale et patrimoine

### Lieux et monuments
Gamaches-en-Vexin compte sur son territoire plusieurs monuments inscrits à l'inventaire général du patrimoine culturel :
- L'église Notre-Dame (XIXe)[25] ;
- Un château fort datant probablement du XIIe siècle au lieu-dit le Vieux-Château[26]. Le château de Gamaches est alors l'un des points les plus importants de la plaine du Vexin normand. La forteresse se situe dans la côte qui mène à l'actuel cimetière. Elle est semblable à celle de Château-Gaillard (Les Andelys). Bien que les premiers seigneurs de Gamaches soient mentionnés dès le XIe siècle, le château n'apparaît dans les textes qu'en 1195 alors que Richard Cœur de Lion prend la forteresse de Gamaches à Philippe Auguste, pendant que ce dernier s'empare de Nonancourt. Parmi les châteaux normands, Gamaches sert de base de concentration et de départ à l'armée de Richard Cœur de Lion, dont le but est de reconquérir Gisors. Philippe Auguste a connaissance de cette initiative ; mais la bataille de la plaine de Gamaches tourne à la défaveur des Français. Pendant la guerre de Cent Ans, le château joue un rôle décisif en résistant au siège de 1419-1422, alors que Gisors est déjà tombé aux mains des Anglais depuis trois ans ;
- Un manoir du XVIIIe siècle[27].

Par ailleurs, sont également inscrits à l'inventaire général du patrimoine culturel deux édifices aujourd'hui détruits : l'église Saint-Ouen des XIIe et XVIIIe siècles et la léproserie Sainte-Marguerite.
Enfin, il y eut à Gamaches-en-Vexin un théâtre gallo-romain, découvert par prospection aérienne (localisation : 49.263959, 1.594993).

### Personnalités liées à la commune
- Jean de Gamache compagnon d'armes de Jeanne d'Arc[31]
- Simon-Robert Lefèbvre de Chailly, laboureur, fut député du tiers état en 1789.
- Jean de Marigny (XIVe siècle) : avant de devenir évêque, fut curé de la commune. Son gisant se trouve à la collégiale Notre-Dame d'Écouis.